# Skrew
Skrew ist eine US-amerikanische Industrial-Metal-Band aus Austin, Texas, die im Jahr 1991 gegründet wurde, sich 1998 auflöste und seit 2009 wieder aktiv ist.

## Geschichte
Die Band wurde im Jahr 1991 vom Sänger und Gitarristen Adam Grossman und dem Gitarristen Danny „Opossum“ Lohner gegründet. Beide waren zuvor in der Band Angkor Wat aktiv, wobei Grossman das Pseudonym „King Binnie“ und Lohner „Edith Bunker“ trug. Im Mai 1992 erschien das nach einem Charles-Bukowski-Gedicht benannte Debütalbum Burning in Water, Drowning in Flame über Devotion Records, wobei der Tonträger von Phil Owen (Revolting Cocks) produziert wurde. Das Album wurde bereits im Jahr 1990 von Angkor Wat aufgenommen. Da sich dieses Material durch die elektronischen Einflüsse zu sehr vom bisherigen Material unterschied, entschieden sich einige Mitglieder für die Gründung von einer neuen Band: Skrew. Das K im Bandnamen steht dabei nach eigener Aussage für die Härte der Musik, welche ein C nicht in dem Maße hätte ausdrücken können. Auf dem Tonträger ist als Gastmusiker Al Jourgensen zu hören, der die Band entdeckt hatte. Nachdem der Gitarrist Doug Shappuis, der Bassist Brandon Workman, der Keyboarder Jim Vollentine und der Schlagzeuger Mark Dufour zur Band gekommen waren, ging sie auf Tour. Dabei spielte man auch im Dezember als Ersatz für die ursprünglich angekündigte Band Mucky Pup auf den beiden X-Mas-Festivals in Köln und München. Anschließend kam als neuer Bassist Kyle Sanders zur Besetzung, wonach im Mai 1994 das Album Dusted erschien. Hierauf verließ Lohner die Band, um Nine Inch Nails beizutreten. In einem Metal-Hammer-Interview gab Grossmann später an, dass Lohner ein großer Fan von Skinny Puppy und Nine Inch Nails gewesen sei, wodurch Skrew Gefahr gelaufen wäre, eine Kopie dieser Bands zu sein, weshalb ein Weggang Lohners positiv gewesen sei. Nach Veröffentlichung des Albums brach Skrew zur ersten Europa-Tour auf und spielte dabei im Vorprogramm von The Organization und trat 1994 auch auf dem Dynamo Open Air auf. Über Metal Blade Records erschien im Jahr 1996 das dritte Album Shadow of Doubt, worauf unter anderem der Ex-Overkill-Gitarrist Bobby Gustafson zu hören ist, der zur Zeit der Aufnahmen in El Paso wegen eines verpassten Anschlussfluges hängengeblieben war. Durch das Album wurde die Band für einen Grammy Award nominiert. Nach der Veröffentlichung ging Skrew zunächst als Vorgruppe von Kreator im März/April auf sechswöchige US-Tour, anschließend zusammen mit Sacred Reich auf Europatournee und trat 1996 erneut auf dem Dynamo Open Air auf. Das vierte Album Angel Seed XXIII wurde von Bill Metoyer produziert und erschien im September 1997. Im selben Jahr verließen der Gitarrist und Sänger Robb Lampman und der Bassist Chadwick Davies die Band, woraufhin es 1998 zur Auflösung der Band kam. Im Jahr 2009 reformierte Grossmann die Band mit einer komplett neuen Besetzung.

## Stil
Laut Jason Anderson von Allmusic war die Band wichtig für die Entwicklung des Industrial Metal und dabei stilistisch vergleichbar zu Bands wie Nine Inch Nails und White Zombie. Die Lieder seien eine Kombination aus Metal-Riffs und innovativem Programming. Auf Angel Seed XXIII seien verstärkt Nu-Metal-Einflüsse eingearbeitet worden. Laut Holger Stratmann in seiner Rock Hard Enzyklopädie war die Band noch zur Zeit ihres Debüts Burning in Water, Drowning in Flame mit Ministry verglichen worden, ehe die Band ab Dusted ihren eigenen Stil entwickelt habe. Auf Shadow of Doubt habe sich die Band etwas vom Industrial Metal wegbewegt, wobei der Gesang natürlicher und weniger verzerrt klinge. Das Magazin Sub Line beschrieb das Debüt als eine Verdichtung von dominanten Computerbeats, einer E-Gitarren-Wand und aggressivem Gesang zu einem „apokalyptischen Klanginferno“. Die MusikWoche bemühte in der Dusted-Vorstellung gleich zwei Begriffe, nämlich Cyberpunk und Industrial Metal. „Doppelgitarren-Riff-Attacken“ und „stoisch peitschende Drums“, unterlegt mit „verstörenden Samples“, machten Dusted noch „brutaler“ als sein Vorgänger. Im Bang! gab Grossmann an, dass es diesmal weniger Samples seien. Die Lieder würden dadurch „viel straighter“. Laut Markus Kavka vom Metal Hammer spielte die Band auf Dusted aggressiven Industrial Metal und könne sich neben Ministry behaupten. Auf dem Album seien „[b]ohrende Gitarren, gipsende Bässe und hämmernde Drums“ zu hören. Im Metal-Hammer-Interview gab Grossmann an, dass man auf Dusted verstärkt versucht habe, groove-orientierte Lieder zu schreiben. Laut Kavka hatte die Musik auf Shadow of Doubt ihren Biss verloren und es würde sich, im Gegensatz zu den Vorgängern, kein wirklicher Hit auf dem Tonträger befinden. Das Songwriting reiche zudem nicht an das von Szenegrößen wie Al Jourgensen, Rob Zombie und Trent Reznor heran. Laut Martin Popoff spielte die Band auf Burning in Water, Drowning in Flame etwas monotonen Industrial Metal. Die Lieder klängen, als ob eine Metal-Band Lieder schriebe, bei denen die Instrumente durch Maschinen ersetzt worden wären. Auf Dusted erinnere die Band stellenweise an Ministry, wobei Skrew zu den besseren Bands des Industrial-Metal-Genres zähle. In den Liedern dominierten schwere Gitarrenklänge über Industrial-Klängen, was an eine ernste Form von White Zombie erinnere. Einen White-Zombie-Vergleich zog Popoff auch für Shadow of Doubt heran, wobei die Band auch gelegentlich wie Nine Inch Nails klinge. Lyrisch sei die Band rau und zynisch, was an Pitchshifter und bekannte Death-Metal-Bands erinnere. Angel Seed XXIII biete Industrial Metal, der klinge, als käme er aus den frühen 1990er-Jahren. Viele Lieder würden sich gleichen und auch in ihrer Geschwindigkeit kaum variieren. Der Gesang habe einen mechanischen Klang.

## Diskografie
- 1992: Burning in Water, Drowning in Flame (Album, Devotion Records)
- 1994: Dusted (Album, Metal Blade Records)
- 1996: Shadow of Doubt (Album, Metal Blade Records)
- 1997: Angel Seed XXIII (Album, Metal Blade Records)
- 2014: Universal Immolation (Album, Awesome Kickass Records)